# Stimula
Stímula o Estímula (en latín, Stimula) es, en la mitología romana, era la diosa que estimulaba o incitaba la pasión en las mujeres, en especial a las bacantes, durante las festividades al dios Baco, su contraparte griega era Sémele, madre de Dioniso.  O bien Estímula es uno de los númenes indígetes y la diosa de los estímulos con que se mueve el hombre con exceso al acto sexual.
Además se la relaciona con la economía, al provocar a los comerciantes para que se dieran prisa en sus negocios.